# نقش ميشع
تم الإكتشاف على يدي عالم الآثار الفرنسي "جونوت" وهو الذي نسخ ما كتب عليه بعمل قالب من الجبس أخذه الى القدس لفك رموزه. تعددت زيارات عالم الثار للمسلة فشك المواطنون فيه وفي احتوائها الذهب فاجعلوا تارا كسرت حجر البازلت الى ثلاثة قطع أخذ منها الفرنسي قطعتين وهرب فعلم يذلك المكتشف الانجليزي "ورن" فأخذ القطعة الثالثة. اشترى الفرنسيون القطع الثالة من الإنجليزي بعد نفاذ نقوده ولذاك توجد القطع الثلاثة في متحف اللوفر الفرنسي. المصدر الكتاب Zealous Intruders by Naomi Shepard
مسلة ميشع أو حجر ميشع مسلة تاريخية كتبها الملك ميشع، ملك المملكة المؤابية تلك المملكة التي سطع نجمها خلال القرن التاسع قبل الميلاد (العصر الحديدي) في وسط الأردن، وتعد هذه المسلة من أقدم وأطول المسلات التاريخية المكتشفة في بلاد الشام والتي يخلد فيها الملك مشيع الذيباني انتصاراته على بني إسرائيل في عام 850 ق.م، حيث يعتبر ذكرهم فيها الأقدم لحد الآن.

## الاكتشاف
اكتشف هذا النقش الأثري الهام على يد أحد الرهبان الألمان العاملين في مدينة القدس عام 1868م حيث عثر عليه في ذيبان «ديبون» عاصمة المملكة المؤابية ومقر حكم الملك مشيع الذي ينسب نفسه في بداية نقشه لها بقوله:«أنا ميشع بن كموشيت ملك مؤاب الذيباني» وهي محفوظة حالياً في المتحف الفرنسي متحف اللوفر في باريس، وهنالك عدد من النسخ طبق الأصل منها موجودة في أغلب المتاحف الأردنية منها: متحف آثار مادبا، متحف قلعة الكرك، متحف الأردن، متحف الآثار الأردني، متحف الجامعة الأردنية، متحف جامعة اليرموك.
تتكون المسلة من 34 سطراً منقوشة على الحجر البازلتي الأسود، كانت تعرف في القرن التاسع عشر «بالحجر المؤابي». تبلغ أبعاد المسلة 124 سم ارتفاعا و71 سم عرضاً وعمقاً وهي مقوسة من الأعلى.
في 14 نوفيمبر 2015 نفى رئيس مركز ميشع للدراسات وحقوق الإنسان، ضيف الله الحديثات قيام الحكومة الأردنية بطلب رسمي للحكومة الفرنسية لإعادة مسلة ميشع إلى الأردن. وكان الجانب الفرنسي قد رد بأنه لا يمكن أن تعيد الحكومة الفرنسية المسلة إلى الأردن إلا من خلال مخاطبة رسمية من قبل الحكومة الأردنية”. حيث أكد مساعد أمين عام وزارة السياحة والآثار علي البياضي، أن الوزارة حريصة على أن يكون هنالك تقدم في قضية إعادة مسلة ميشع إلى الأردن.

## نص المسلة
النص المكتوب مترجم من المؤابية إلى العربية،
| نقش ميشع | "أنا ميشع بن كموشيت ملك مؤاب الدْيباني, أبي ملك على مؤاب ثلاثين سنة, وأنا ملكت بعد أبي, وأنشأت أهراماً, لكموش, ولقد بنيت ذلك لأن كموش أعانني على قهر كل الملوك, ولأنه أشمتني بكل أعدائي المبغضين, أما "عمري" ملك إسرائيل, فقد اضطهد مؤاب طويلاً, ذلك لأن كموش أضحى مكروهاً بأرضه, وخلف "عمري" ابنة فقال هو الآخر "سأضطهد مؤاب" أجل, لقد قال شيئاً كهذا الكلام, ولكن كموش جعلني أراه مهزوماً من أمامي, هو وإلهه, وبادت إسرائيل, بادت إلى الأبد. وكان "عمري" قد ورث أرض مادبا, فأقام بها مدة حكمه, كما أقام بها الإسرائيليون من بعده, مدة تبلغ نصف حكم أبناء "عمري" فمجموع ما أقاموه بلغ أربعين سنة, وقال لي كموش "اذهب وخذ نبو من إسرائيل فذهبت في نفس الليلة/ واشتبكت بالمدينة من وقت تبين الخيط الأبيض من الأسود حتى الظهر, وافتتحتها, وذبحت كل سكانها, وعددهم سبعة آلاف, رجالاً وصبياناً ونساءً, وبنات وإماء.. كما أنني أخذت من هنالك مواقد يهوه وسحبتها جميعاً حتى وضعتها بين يدي كموش". | نقش ميشع |

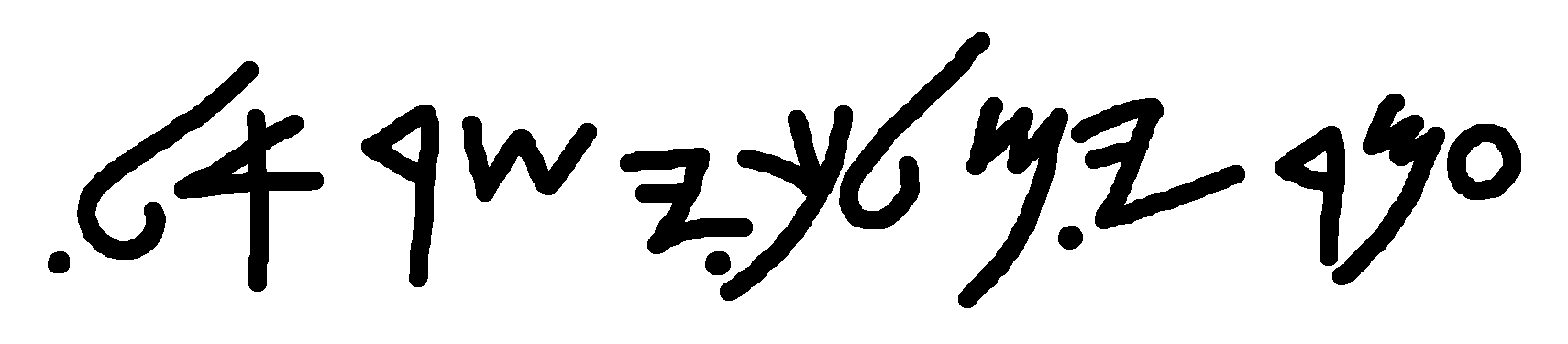
اقتباس من المسلة " عمري ملك إسرائيل"

يحتوي النقش علي جمل وكلمات مفهومة باللغة العربية والعبرية ومنها:
- أنا ميشع بن كموشيت ملك مؤاب الدْيباني
- أبي ملك عل مؤاب شلشت (ثلاثين سنة)
- وانا ملكت احاري (بعد) أبي
- شعبي
- قهرني
- ملك
- اباد العالم
- يأمرني (الأمر)
- واقتحم العير (المدينة) واخذها
- واحراق تكول هالعم (كل الشعب)
- هاملاكيم (مماليك)
- اربعين
- واسحب لي (إلى) بني كماش فريقيات
- التحم بهم (الالتحام في المعركة)